# Marqués de Comillas
Marqués de Comillas är en kommun i Mexiko.   Den ligger i delstaten Chiapas, i den sydöstra delen av landet, 1 000 km öster om huvudstaden Mexico City.
Följande samhällen finns i Marqués de Comillas:
- Zamora Pico de Oro
- Emiliano Zapata
- Tierra y Libertad
- Barrio San José
- Absalón Castellanos Domínguez
- Santa Rita la Frontera
- Nuevo Paraíso
- Río Salinas
- Santa Marta el Caracol